# Fernando Bryant
(en) Statistiques sur pro-football-reference
Fernando Antoneyo Bryant (né le 26 mars 1977 à Albany) est un joueur américain de football américain ayant évolué au poste de cornerback pour les franchises des Jaguars de Jacksonville (1999-2003), des Lions de Détroit (2004-2007) et des Steelers de Pittsburgh dans la National Football League (NFL).

## Enfance
Bryant étudie à la Riverdale High School de Murfreesboro dans le Tennessee et joue dans l'équipe de football américain de l'école comme wide receiver et defensive back. Il fait partie aussi de l'équipe d'athlétisme comme sprinteur.

## Carrière

### Université
Il entre à l'université de l'Alabama où il joue pour l'équipe de Crimson Tide et va remporter de nombreux honneurs[précision nécessaire].

### Professionnel

#### Jaguars de Jacksonville
Fernando Bryant est sélectionné au premier tour du draft de la NFL de 1999 par les Jaguars de Jacksonville au vingt-sixième choix. Dès son arrivée, il est propulsé au poste de cornerback titulaire et va passer cinq ans à ce poste de titulaire. Néanmoins, il n'est pas conservé dès la saison 2003 achevée.

#### Lions de Détroit
Il signe avec les Lions de Detroit durant la off-season 2004 et est retenu dans l'équipe pour la saison à venir, mais il ne joue que deux matchs comme cornerback titulaire avant de retrouver ce poste de cornerback titulaire durant deux saisons. Le 25 février 2008, il est remercié par la franchise de Detroit et se retrouve agent libre.

#### Patriots de la Nouvelle-Angleterre
Le 20 mars 2008, il signe un contrat d'un an avec les Patriots de la Nouvelle-Angleterre, mais il est libéré par les Patriots après la fin des matchs de pré-saison.

#### Steelers de Pittsburgh
En cours de saison 2008, il est appelé chez les Steelers de Pittsburgh et signe officiellement un contrat le 11 novembre 2008. Au passage, il retrouve son coéquipier d'université Deshea Townsend (en).
Son agent, Drew Rosenhaus, annonce le 23 juin 2009 que Bryant décide d'arrêter sa carrière de footballeur professionnel après neuf saisons dans l'élite du football américain.

## Trophées et honneurs

### NCAA
- Seconde équipe de la Conférence SEC 1996 et 1997
- Équipe de la conférence SEC 1998

### NFL
- Équipe des Rookies de la saison NFL 1999
- Vainqueur du Super Bowl XLIII